# 馬克斯菲爾德 (緬因州)
馬克斯菲爾德（英語：Maxfield）是一個位於美國緬因州佩諾布斯科特縣的鎮。

## 人口
根據2020年美國人口普查的數據，馬克斯菲爾德的面積為49.73平方千米，當中陸地面積為49.03平方千米，而水域面積為0.70平方千米。當地共有人口89人，而人口密度為每平方千米2人。